# Palais Harsdorff
Le Palais Harsdorff (« Harsdorffs Hus » en danois) est un bâtiment historique situé au centre de Copenhague, sur Kongens Nytorv.
Il a été construit en 1780 par l'architecte Caspar Frederik Harsdorff et a servi de modèle pour un grand nombre d'autres bâtiments à Copenhague de l'époque.

## Histoire
Caspar Frederik Harsdorff (1735-1799) était professeur de perspective à l'Académie royale des beaux-arts du Danemark depuis 1766. En 1770, il succéda à Nicolas-Henri Jardin (1720-1799) en tant que maître d'ouvrage royal.
Le terrain irrégulier sur lequel l'immeuble fut bâti inspira à Harsdorff la construction d'un palais avec trois façades différentes. La partie centrale est la plus monumentale et est décorée de colonnes ioniques. Elle est chapeautée par un fronton triangulaire décoré de reliefs. Le bâtiment inspira le style des centaines de maisons qui durent être reconstruites à Copenhague après le grand incendie de 1795.